# أنغيتا
بلدية أنغيتا (بالإسبانية: Anguita) هي بلدية تقع في مقاطعة غوادالاخارا التابعة لمنطقة كاستيا لا مانتشا وسط إسبانيا.

## الديموغرافيا
بلغ عدد سكان بلدية أنغيتا 228 نسمة عام 2011 (وفقاً للمعهد الوطني الإسباني للإحصاء).
| 334 | 316 | 292 | 253 | 263 | 228 |